# イラン暦
イラン暦（イランれき、ペルシア語:  سالنمای هجری شمسی؛ گاهشماری هجری خورشیدی）は、イランを中心にペルシャ語圏で使われている暦法。ヒジュラ紀元の太陽暦で春分を新年とする。
ペルシア暦、ペルシャ暦、イラン太陽暦とも呼ばれる。欧米では“anno Persico/anno Persarum”（英訳「Persian year」）を略してA.P.や、Solar Hijri calendarやShamsi Hijri calendarを略してSHと表記する。
紀元を預言者ムハンマドのヒジュラの年（西暦622年）に置くため、ヒジュラ太陽暦(Solar Hijri calendar)とも呼ばれる。また、アフガニスタンで公式に採用されたものはアフガン暦とも呼ばれる。

## 暦法
各月の日数は、前半の6か月が31日、それに続く5か月が30日、最後の月は平年は29日（閏年は30日）となる。
現行の暦は1925年に定められ、春分に最も近い午前0時がファルヴァルディーン月1日の始まりとされた。
新年はファルヴァルディーン月1日と同時に始まるのではなく、太陽が春分点を通過する瞬間とされる。ファルヴァルディーン月1日の午前0時が春分の場合、その年の至点・分点に最も近い日付の変わり目は、対応する月の1日午前0時となる。

### 閏年
閏年は、アケメネス朝の頃には120年に1回置かれた。
ウマル・ハイヤームの『ジャラーリー暦』では閏年を33年に8回置き、後のグレゴリオ暦（400年に97回閏年を置く）よりも正確な暦を実現した。
現在は、天文学的計算によって閏年を求めていて、近年は33年周期で安定している。一方、閏年の設定に複雑な計算を要するため、簡便に求める方法として、Birashkによる2820年周期などが提案されている。

## 歴史
ペルシア（イラン）ではアケメネス朝時代までバビロニアから伝わった太陰太陽暦を用いていたが、その後、新たにエジプト由来の太陽暦が伝わった。
ペルシア暦は、サーサーン朝が国教としたゾロアスター教の宗教儀礼と密接な関係を持つ。春分の祭りノウルーズ（「新しい日」の意）と秋分の祭りメフラガーン（ミフラジャーンとも。本来は「ミスラ祭」の意）という二大祭礼を持ち、時代と暦法の種別によってそのどちらかが新年の最初の日となる。
イスラム化以降、ペルシアにはヒジュラ暦が導入されるが、ノウルーズの祭礼は農事暦上の春分の祝いとして純粋太陰暦であるヒジュラ暦によらずに存続した。
11世紀ごろからは、ノウルーズを新年とし、ヒジュラを紀元とする太陽暦が再び作られるようになり、セルジューク朝期のウマル・ハイヤームらの天文学者によって改良が施されてきた。
1906年には、ファルヴァルディーン月1日（ノウルーズ）がグレゴリオ暦の3月21日と一致するよう定められ、西暦と日付が完全に対応することになった。
1975年にはモハンマド・レザー・パフラヴィー国王のもと、アケメネス朝のキュロス大王がメディアを滅ぼしてペルシア帝国を建国した年（紀元前550年）からの2500周年を祝うイラン建国2500年祭がとり行なわれ、イラン暦がヒジュラ暦に代わる国家の公式の暦に採用されるとともに、イラン暦の紀元がヒジュラ紀元からキュロスの建国の年を元年とするキュロス紀元に改められた。1979年にイラン革命が起こってパフラヴィー朝の王制が廃止されるとキュロス紀元から再びヒジュラ紀元に戻されたが、イラン暦はそのままイランの公式暦として使用されている。
また、アフガニスタンでもヒジュラ紀元のペルシア暦が公式の暦として採用されている。

## 月名
|    |    | 月の名称                                   | 月名の語源                             | 平年のグレゴリオ暦で相当する日付 （十二宮の日付と概ね一致） |
| -- | -- | ------------------------------------------ | -------------------------------------- | ----------------------------------------------------------- |
| 1  | ۱  | ファルヴァルディーン(فروردین Farvardīn)    | フラワシの月                           | 3/21-4/20                                                   |
| 2  | ۲  | オルディーベヘシュト(اردیبهشت Ordībehesht) | アシャ・ワヒシュタの月                 | 4/21-5/21                                                   |
| 3  | ۳  | ホルダード (خرداد Khordād)                 | ハルワタートの月                       | 5/22-6/21                                                   |
| 4  | ۴  | ティール (تیر Tīr)                         | ティシュトリヤの月                     | 6/22-7/22                                                   |
| 5  | ۵  | モルダード (مرداد Mordād)                  | アムルタートの月                       | 7/23-8/22                                                   |
| 6  | ۶  | シャハリーヴァル (شهریور Shahrīvar)        | フシャスラ・ワルヤの月                 | 8/23-9/22                                                   |
| 7  | ۷  | メフル (مهر Mehr)                          | ミスラの月                             | 9/23-10/22                                                  |
| 8  | ۸  | アーバーン (آبان Ābān)                     | 水神 (アープ、 またはアナーヒター)の月 | 10/23-11/21                                                 |
| 9  | ۹  | アーザル (آذر Āzar)                        | アータルの月                           | 11/22-12/21                                                 |
| 10 | ۱۰ | デイ (دی Dei)                              | 創造主 (アフラ・マズダー)の月          | 12/22-1/20                                                  |
| 11 | ۱۱ | バフマン (بهمن Bahman)                     | ウォフ・マナフの月                     | 1/21-2/19                                                   |
| 12 | ۱۲ | エスファンド (اسفند Esfand)                | スプンタ・アールマティの月             | 2/20-3/20                                                   |

イラン太陽暦とヒジュラ暦では月名が異なる。
月名は、イランではゾロアスター教に由来するペルシア語による名前を持つ。歴史的にはイスラム化の進展でアラビア語による黄道十二宮名が広く使われていた時期もあり、アフガニスタンでは現在でも黄道十二宮名を月名として用いている。